# Estación de Sarnadas
La Estación Ferroviaria de Sarnadas, igualmente conocida como Estación de Sarnadas - Cebolais de Cima, es una plataforma ferroviaria de la Línea de la Beira Baixa, que sirve a la localidad de Sarnadas, en el Distrito de Castelo Branco, en Portugal.

## Descripción

### Vías de circulación y plataformas
En enero de 2011, disponía de dos vías de circulación, con 525 y 523 metros de longitud; las dos plataformas tenían 187 y 201 metros de extensión, y 90 y 45 centímetros de altura.

### Servicios
En julio de 2011, la empresa Comboios de Portugal operaba servicios de naturaleza Regional en esta estación.

## Historia
La estación se encuentra en el tramo entre Abrantes y Covilhã de la Línea de la Beira Baixa, que comenzó a ser construido a finales de 1885, y entró en explotación el 6 de septiembre de 1891.